# Конгруентні матриці
Квадратні матриці {\displaystyle \ A,\;B} називаються конгруентними, якщо існує невироджена матриця {\displaystyle \ P}, що виконується :
{\displaystyle \ B=P^{T}AP.}
- Відношення конгруентності матриць є відношенням еквівалентності.

Конгруентні матриці виникають під час зміни базису білінійної форми чи квадратичної форми. Дві матриці є конгруентними тоді і тільки тоді, коли вони описують одну і ту ж білінійну форму в різних базисах.
Перехід від одного базису до іншого задається матрицею переходу {\displaystyle \ P.}

## Закон інерції Сильвестра
Щоб спростити задання білінійної форми, шукають базис в якому її матриця є діагональною.
Довільна дійсна симетрична матриця є конгруентною до деякої діагональної матриці, при чому, можна обмежитись тільки ортогональними перетвореннями {\displaystyle \ P^{-1}=P^{T}.}
І діагональна матриця буде складатись з власних значень матриці {\displaystyle \ A} (див. Подібні матриці). 
Якщо ж не обмежуватись тільки ортогональними перетвореннями, то можна добитись, що на діагоналі будуть тільки числа -1, 0, +1.
Закон інерції Сильвестра стверджує, що дві дійсні симетричні матриці конгруентні тоді і тільки тоді, коли в них однакова кількість додатних, від'ємних і нульових власних значень. 

## Дивись також
- Теорія матриць